# STS-5
STS-5 (englisch Space Transportation System) ist eine Missionsbezeichnung für das US-amerikanische Space Shuttle Columbia (OV-102) der NASA. Der Start erfolgte am 11. November 1982. Es war die fünfte Space-Shuttle-Mission und der fünfte Flug der Raumfähre Columbia.

## Mannschaft
- Vance Brand (2. Raumflug), Kommandant
- Robert Overmyer (1. Raumflug), Pilot
- Joseph Allen (1. Raumflug), Missionsspezialist
- William Lenoir (1. Raumflug), Missionsspezialist

## Missionsüberblick
STS-5 war die erste Mission des Space Shuttle, die nicht hauptsächlich zu Testzwecken geflogen wurde. Zum ersten Mal waren neben Kommandant und Pilot auch Missionsspezialisten mit an Bord. Die Ladung bestand aus zwei Nachrichtensatelliten, dem Anik C-3 (Telesat Canada) sowie dem SBS-3 (Satellite Business Systems) und einigen Experimenten.

## Vorbereitungen
Die vorhergehende Mission der Columbia endete am 4. Juli 1982 auf der Edwards Air Force Base in Kalifornien. Zehn Tage später trat sie auf dem Rücken einer umgebauten Boeing 747 (Shuttle Carrier Aircraft) die Heimreise nach Florida an. Tags darauf traf die Raumfähre im Kennedy Space Center ein und wurde in die Orbiter Processing Facility gefahren, wo sie auf den Flug vorbereitet wurde. Am 9. September erfolgte die Überführung ins Vehicle Assembly Building. Dort wurde der Orbiter mit dem Außentank sowie den beiden Feststoffraketen verbunden und zwei Wochen später zur Startrampe transportiert.

## Missionsverlauf

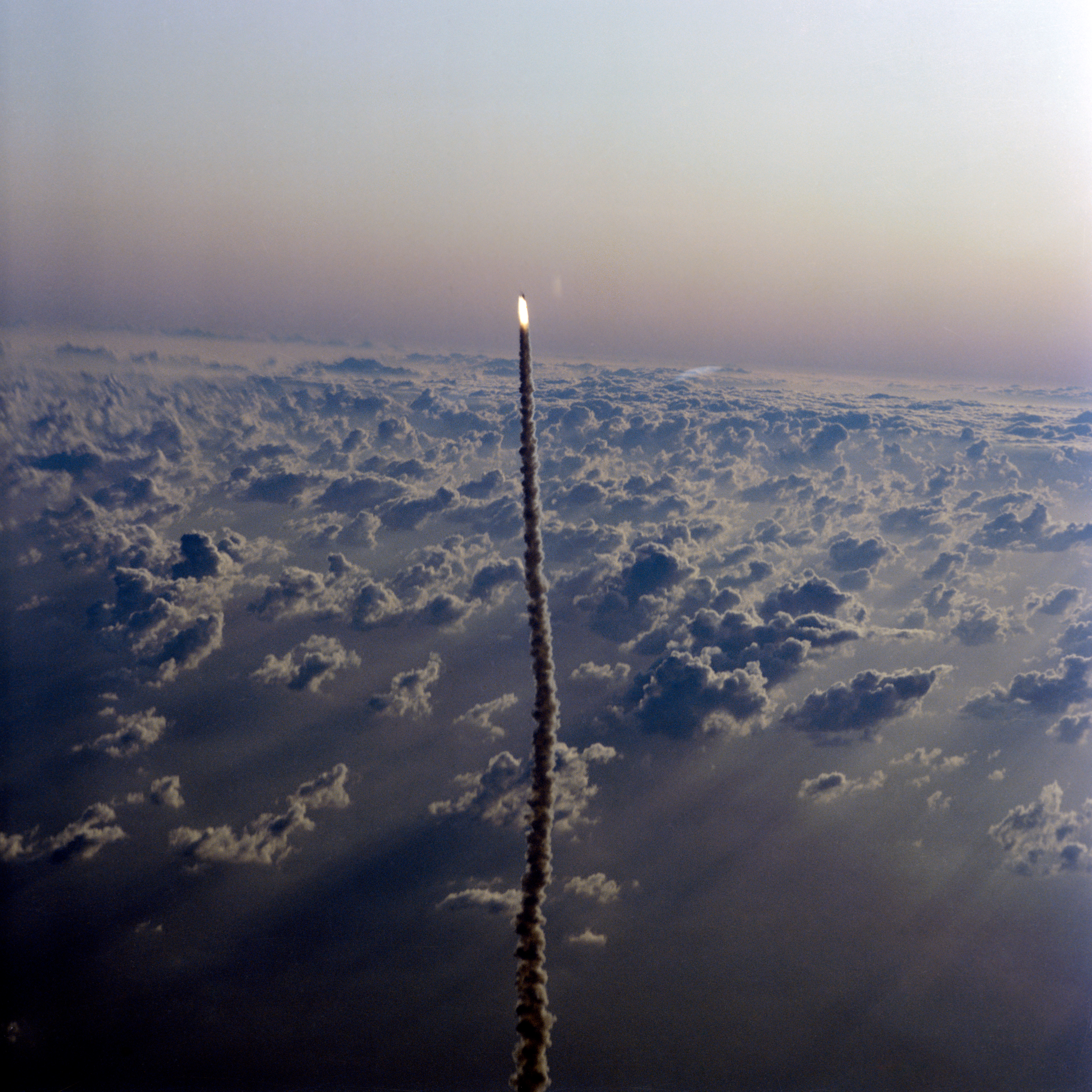
Start der Columbia, aufgenommen aus einem Flugzeug

Der Start erfolgte pünktlich am 11. November 1982 vom Kennedy Space Center aus. Die Shuttle-Baugruppe wog beim Abheben insgesamt 2.035 Tonnen, wovon 9,4 Tonnen auf die Nutzlast entfielen. Zwei Minuten nach dem Start wurden in einer Höhe von 47,3 Kilometern die beiden Feststoffraketen abgetrennt. Wenig später landeten diese an Fallschirmen im Atlantischen Ozean und konnten geborgen werden. Der Orbiter erreichte nach zwei Impulsen der OMS-Triebwerke eine Umlaufbahn mit einer Höhe von 296 Kilometern und einer Bahnneigung von 28,5 Grad. Gegen Ende des dritten Orbits flog die Columbia nur wenige Kilometer unter der russischen Raumstation Saljut 7 vorbei, aber ohne dass die beiden Besatzungen sich sahen oder Funkkontakt hergestellt werden konnte.
Sechseinhalb Stunden nach dem Start begann die vierköpfige Mannschaft mit den Vorbereitungen für das Aussetzen von SBS-3. Der Kommunikationssatellit wog zusammen mit der PAM-D-Oberstufe 3.270 Kilogramm und hatte eine Gesamtlänge von 4,2 Metern. Genau acht Stunden nach Missionsbeginn verließ um 20:18 UTC der mit 52 Umdrehungen pro Minute um seine Längsachse rotierende Erdtrabant die Ladeluke. 45 Minuten nach dem Aussetzen zündete die PAM-D-Oberstufe und brachte SBS-C in einen geostationären Orbit. Nach demselben Schema wurde am folgenden Tag um 20:24 UTC, während des 22. Erdumlaufs, auch der Anik-Satellit ausgesetzt.

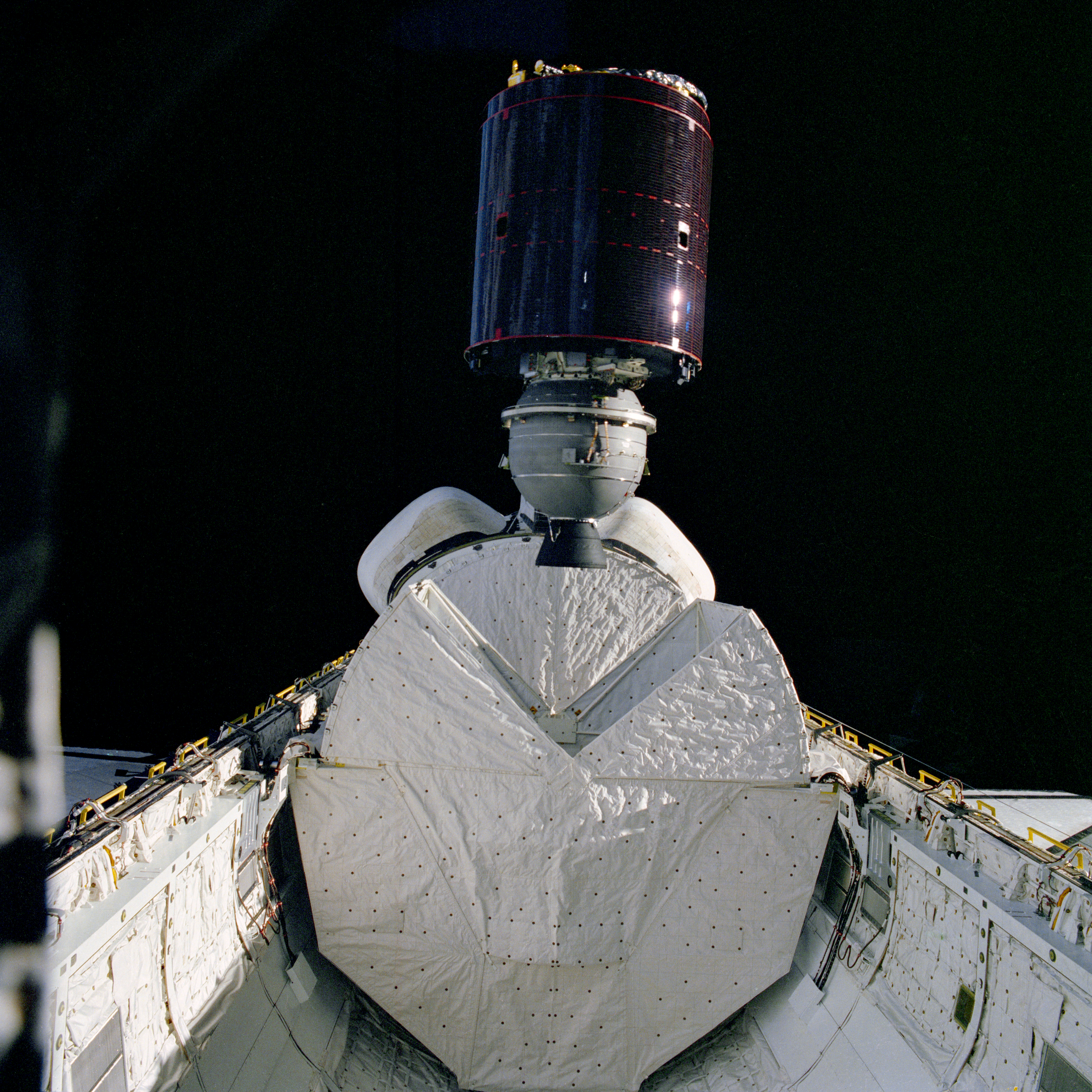
SBS-3 wird gestartet

Ursprünglich sollte während dieser Mission der erste Weltraumausstieg (EVA) des Shuttle-Programms durchgeführt werden. Die beiden Missionsspezialisten sollten am vierten Flugtag für dreieinhalb Stunden im Frachtraum der Columbia arbeiten und mit neuen Werkzeugen sogar eine Satellitenreparatur simulieren. Da Bill Lenoir und Joe Allen an der Raumkrankheit litten, wurde entschieden, die EVA um einen Tag zu verschieben. Der Gesundheitszustand der beiden Astronauten hatte sich am 15. November soweit gebessert, dass ein Versuch unternommen wurde. Die zwei Missionsspezialisten begaben sich in die Luftschleuse, um die neuentwickelten Raumanzüge EMU anzulegen. Dabei machte ein Ventilator in Allens Anzug zunächst ohrenbetäubende Geräusche, bevor er seinen Dienst ganz versagte. Alle Versuche ihn zu reparieren, schlugen fehl. Wenig später gab es auch Probleme mit dem Raumanzug Lenoirs, als dessen Druckregulierung versagte. Der geplante Ausstieg musste deshalb abgebrochen werden.
Außerdem wurden während des Fluges zahlreiche Experimente in Ladeluke und Cockpit durchgeführt. Im Flugdeck der Columbia fanden sich, in einem Paket zusammengefasst, mehrere Studentenexperimente.
Zudem befand sich im Frachtraum ein sogenannter GAS-Behälter (GetAway Special), der vom Cockpit aus gesteuert wurde und in dem relativ kostengünstig wissenschaftliche Versuche durchgeführt werden konnten. Bei dieser Mission hatte die Bundesrepublik Deutschland einen 80 Zentimeter hohen Kanister mit 140 Liter Inhalt gemietet. Die Vorläuferin des heutigen DLR wollte unter dem Namen MAUS (materialwissenschaftliche autonome Experimente unter Schwerelosigkeit) metallische Proben untersuchen. Nach der Landung stellte sich heraus, dass die Apparatur nicht gearbeitet hatte. Die Batterie, die die Energie liefern sollte, hatte ein Elektrolytleck.

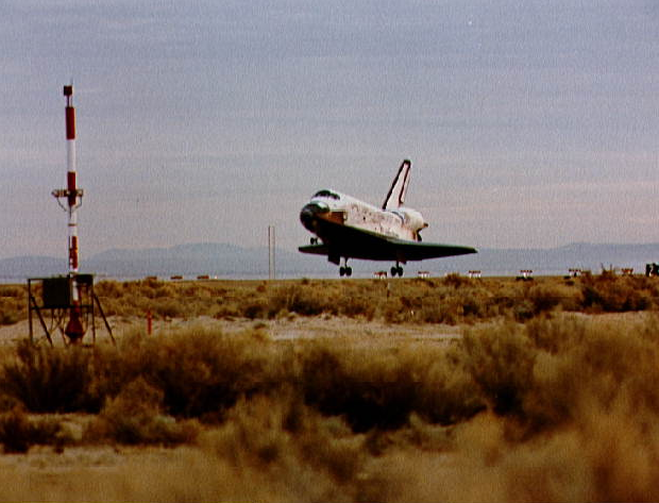
Die Columbia kehrt zurück

Nach fünf Tagen im All leitete am 16. November ein 2 Minuten und 22 Sekunden langes Feuern der beiden OMS-Düsen die Rückkehr ein. Die Landung erfolgte auf der Betonpiste 22 der Edwards Air Force Base, weil wegen schwerer Regenfälle eine Landung auf den Salzseen in Kalifornien nicht möglich war.
Kurz vor der Landung übernahm Kommandant Vance Brand die Steuerung des Shuttles. Wenig später setzte die Columbia auf der Landebahn auf und rollte 2,9 Kilometer aus. Die Mission hatte 5 Tage, 2 Stunden und 14 Minuten gedauert. Am 22. November traf der Orbiter wieder am Kennedy Space Center ein.